# Stenoxenus
Stenoxenus is een geslacht van stekende muggen uit de familie van de knutten (Ceratopogonidae).

## Soorten
- S. johnsoni Coquillett, 1899